# 시오야역 (홋카이도)
시오야역(일본어: 塩谷駅 시오야에키[*])은 일본 홋카이도 오타루시에 있는 홋카이도 여객철도 하코다테 본선의 철도역이다. 시오야는 아이누 어로 바위 기슭을 뜻하는 쇼야에서 유래되었다.

## 역 구조
2면 2선의 승강장이 있는 지상역이다. 무인역이며, 작은 역사가 있다.

### 승강장
| 1 | ■ 하코다테 본선 | 요이치 · 굿찬 · 오샤만베 방면 |
| 2 | ■ 하코다테 본선 | 오타루 · 데이네 · 삿포로 방면 |

## 역 주변
- 오타루 시립 시오야 중학교
- 오타루 시립 시오야 초등학교
- 시오야 우편국

## 역사
- 1903년 6월 28일 - 홋카이도 철도의 역으로 개업.
- 1907년 7월 1일 - 홋카이도 철도 국유화.
- 1982년 11월 15일 - 화물 취급 폐지.
- 1984년 2월 1일 - 수하물 취급 폐지.
- 1984년 3월 31일 - 무인화.
- 1987년 4월 1일 - 일본국유철도 분할 민영화로 홋카이도 여객철도가 계승.
- 2007년 10월 - 역 번호 부여. S16.

## 인접한 역
| 홋카이도 여객철도 하코다테 본선 | 홋카이도 여객철도 하코다테 본선 | 홋카이도 여객철도 하코다테 본선 |
| ------------------------------- | ------------------------------- | ------------------------------- |
| S17 란시마 오샤만베 방면        | ■ 하코다테 본선                 | S15 오타루 방면                 |